# Eleutherodactylus nitidus
La rana fisgona deslumbrante (Eleutherodactylus nitidus) es una especie de anfibio perteneciente a la familia Eleutherodactylidae. 

## Clasificación y descripción
Ranitas pequeñas, los adultos llegan a alcanzar una longitud de hocico a cloaca de 32 mm. La cabeza es casi triangular. El cuerpo presenta pequeños tubérculos. Las extremidades son delgadas y largas; dedos largos y carentes de membrana interdigital; tubérculos supernumerarios y subarticulares bien desarrollados. Los machos presentan un único saco vocal. Esta especie se caracteriza por poseer en la región inguinal una glándula de forma oval llamada lumboinguinal.
La coloración dorsal es muy variada, se pueden encontrar ejemplares con el dorso café, verde olivo con reticulaciones verde oscuro; las extremidades anteriores presentan barras transversales; la región ventral es blanco grisáceo. La glándula lumboinguinal es amarillenta.

## Distribución
Esta especie es endémica de México, se encuentra desde Durango por la vertiente del Pacífico hasta Oaxaca. Se ha documentado en el Valle de Tehuacán-Cuicatlán.

## Hábitat
Es una especie común en el Valle (Tehuacán-Cuicatlán), habita en todos los tipos de vegetación de la parte baja, y llega a estar en los bosques de Quercus a una altitud de 1,565 a 2,200 m s. n. m. Es de actividad nocturna y se observa solo en la época de lluvias durante el resto del año permanece enterrada. Es una especie insectívora.

## Estado de conservación
Se encuentra catalogada como menor preocupación (LC) en la IUCN.